# Karnobat (obchtina)
Pour la ville, voir Karnobat.
Karnobat (bulgare : Карнобат) est une obchtina de l'oblast de Bourgas en Bulgarie.

## Structure administrative
La commune compte 1 ville et 30 villages :